# دیوسن
دیوسن (به قزاقی: Dyusen') یک منطقهٔ مسکونی در قزاقستان است که در شهرستان سرکند واقع شده‌است.